# Radula
Radula là một chi rêu trong họ Radulaceae.